# Exochus britannicus
Exochus britannicus là một loài tò vò trong họ Ichneumonidae.